# Ghost in the Shell: S.A.C. 2nd GIG/Episodenliste
Die Liste der Episoden von Ghost in the Shell: S.A.C. 2nd GIG enthält alle 26 Episoden der japanischen Anime-Fernsehserie Ghost in the Shell: S.A.C. 2nd GIG, bei der es sich um die zweite Staffel von Ghost in the Shell: Stand Alone Complex handelt.
Wie bereits bei der ersten Staffel, lassen sich die Episoden von Ghost in the Shell: S.A.C. 2nd GIG in unterschiedliche Kategorien einteilen. Die „Individual“-Episoden (IN) treiben vor allem die Handlung um Hideo Kuze und die Gruppe der Unabhängigen Elf voran und die „Dual“-Episoden (DU) befassen sich hauptsächlich mit den Ereignissen um Kazundo Gouda und den Nachrichtendienst des Kabinetts. Die „Dividual“-Episoden (DI) entsprechen grob den „Stand Alone“-Episoden der ersten Staffel und erzählen eine eigenständige Geschichte, die nicht unmittelbar mit den beiden anderen Handlungsbogen in Zusammenhang steht. Diese Abgrenzung ist allerdings weit weniger strikt als in der ersten Staffel, sodass jede Episode einen Teil zur Rahmenhandlung beiträgt, wenn auch mit unterschiedlichen Schwerpunkten.

## Episoden
| Nr. | Deutscher Titel                                   | Originaltitel                                                               | Erstausstrahlung Japan | Deutschsprachige Erstausstrahlung (Deutschland) | Kategorie |
| --- | ------------------------------------------------- | --------------------------------------------------------------------------- | ---------------------- | ----------------------------------------------- | --------- |
| 1 | Reboot!                                           | Saikidō REEMBODY (再起動 REEMBODY)                                          | 1. Jan. 2004           | 6. Aug. 2006                                    | DI        |
| Terroristen, die sich die „Unabhängigen Elf“ nennen, besetzen die chinesische Botschaft und nehmen deren Mitarbeiter als Geiseln. Sie fordern von der Regierung die Beendigung der Aufnahme von Flüchtlingen aus Asien und die Auflösung der Flüchtlingslager. Die Polizei ist mit der Situation überfordert. Als die Terroristen eine Frist für die Erfüllung ihrer Forderungen setzen und mit der Erschießung der Geiseln drohen, erhält Sektion 9, die offiziell noch nicht wiederhergestellt wurde, die Erlaubnis auf eigene Verantwortung in das Gebäude einzudringen. Nachdem Sektion 9 den Einsatz ohne Verluste unter den Geiseln beendet hat, wird die Einheit von Premierministerin Kayabuki auch offiziell wieder reaktiviert. Darüber hinaus erhält das Einsatzteam Verstärkung durch die inzwischen überarbeiteten Tachikomas. |                                                   |                                                                             |                        |                                                 |           |
| 2 | Ich, der Vielfraß                                 | Hōshoku no Boku NIGHT CRUISE (飽食の僕 NIGHT CRUISE)                        | 1. Jan. 2004           | 13. Aug. 2006                                   | DI        |
| Gino Tadashi, ein Flüchtling und teilcyborgisierter Veteran des Vierten Weltkriegs, arbeitet als Helikopterpilot für den Vorstand eines Medienunternehmens. In Gedanken durchlebt er immer wieder Gewaltfantasien, in denen er seinen Arbeitgeber und dessen Leibwächter tötet, um dadurch seine Vorstellung von der Wahrheit über den Krieg in das Licht der Öffentlichkeit zu rücken. Als ein weiterer Flüchtling aus dem Kreis von Ginos Kollegen einen Anschlag auf ein Regierungsgebäude verübt, untersucht Sektion 9 Ginos Hintergrund. Es zeigt sich, dass er nur ein desillusionierter Kriegsveteran ist, von dem keine echte Bedrohung für die Öffentlichkeit ausgeht. |                                                   |                                                                             |                        |                                                 |           |
| 3 | Samstagnacht und Sonntagmorgen                    | Doyō no Yoru to Nichiyō no Asa CASH EYE (土曜の夜と日曜の朝 CASH EYE)       | 7. Feb. 2004           | 20. Aug. 2006                                   | DI        |
| Die Premierministerin bittet Sektion 9, einen angekündigten Einbruch des Hackers „Cash Eye“ bei Tadokoro, einem Mitglied der ehemaligen Regierung, zu verhindern. Tatsächlich handelt es sich bei dem vermeintlich bevorstehenden Diebstahl um eine Finte von Sektion 9, um auf diese Weise Zugang zu Tadokoros durch neueste Sicherheitsmaßnahmen geschützten Safe zu erlangen. Es wird vermutet, dass dort Schwarzgelder des ehemaligen Generalsekretärs Yakushima aufbewahrt werden. Nach dem Vortäuschen eines gelungenen Eindringens und der anschließenden Gefangennahme des vermeintlichen Diebes durch die Sicherheitssysteme öffnet Tadokoro eigenhändig den Safe. Sektion 9 kann die gesuchten Beweise sicherstellen, und der ehemalige Politiker wird wegen Steuerhinterziehung verhaftet. |                                                   |                                                                             |                        |                                                 |           |
| 4 | Natürliche Feinde                                 | Tenteki NATURAL ENEMY (天敵 NATURAL ENEMY)                                  | 7. Feb. 2004           | 27. Aug. 2006                                   | DU        |
| Während eines Manövers stirbt der Pilot eines Jigabachi-Kampfhubschraubers an einem Herzinfarkt. Die KI der Maschine übernimmt die Kontrolle und ignoriert, da das Cyberbrain des Piloten noch aktiv ist, den Befehl zur Rückkehr. Stattdessen bringt sie weitere Helikopter gleichen Typs unter Kontrolle, kreist mit diesen über einem Flüchtlingsbezirk und attackiert jeden, der sich nähert. Kazundo Gouda, Sonderbeauftragter des Nachrichtendienstes des Kabinetts, bittet Sektion 9 um Unterstützung. Um zu verhindern, dass die Helikopter auf den Wohnbezirk stürzen, wenn ihnen der Treibstoff ausgeht, lockt das Einsatzteam sie von dort weg. Mit dem Scharfschützengewehr zerstört Saito das Cyberbrain des toten Piloten in der Führungsmaschine, woraufhin die Helikopter wieder Befehle von außen akzeptieren und zur Basis zurückkehren. Bei Sektion 9 vermutet man, dass der Vorfall von Unbekannten inszeniert wurde, um das ohnehin angespannte Verhältnis zwischen Regierung und Flüchtlingen weiter zu verschärfen.                                                                                  |                                                   |                                                                             |                        |                                                 |           |
| 5 | Motive                                            | Dōki aru Monotachi INDUCTANCE (動機ある者たち INDUCTANCE)                   | 6. März 2004           | 3. Sep. 2006                                    | IN        |
| Nachdem Premierministerin Kayabuki das Gesetz zur speziellen Behandlung der Flüchtlinge annulliert hat, erhält sie eine Morddrohung und Sektion 9 wird für ihren Schutz eingeteilt. Am nächsten Tag besucht Kayabuki ein buddhistisches Kloster, um dort Zazen zu zelebrieren. Während der Meditation wird sie von dem Attentäter angegriffen, kann aber durch das Eingreifen von Major Kusanagi gerettet werden. Dem hochgradig cyborgisierten Angreifer gelingt die Flucht. Togusa, Ishikawa und Boma finden einige Informationen zu den möglichen Ursprüngen der Ideologie der Unabhängigen Elf heraus: am 15. Mai 1932 ermordeten elf junge Marineoffiziere den damaligen Premierminister Inukai Tsuyoshi. Sie folgten auch vor Gericht weiter unbeirrbar ihren Überzeugungen und erhielten dafür breite Unterstützung aus der Bevölkerung. Es scheint auch Verbindungen zum elften Essay eines gewissen Patrick Sylvestre zu diesem Vorfall zu geben. |                                                   |                                                                             |                        |                                                 |           |
| 6 | Verborgene Hitzequelle                            | Senzai Netsugen EXCAVATION (潜在熱源 EXCAVATION)                            | 6. März 2004           | 10. Sep. 2006                                   | DI        |
| Kotan Kanji, ein Flüchtling, der das Energieministerium erpresst haben soll, wird ermordet aufgefunden. Während die restlichen Mitglieder von Sektion 9 mit dem Schutz der Premierministerin beschäftigt sind, folgt Togusa der Spur des Toten in das im Krieg weitgehend zerstörte Tokio. Dort begegnet er Ruriko Asagi, der Verlobten des Toten, die ebenfalls Nachforschungen über dessen Schicksal anstellt. Die beiden finden heraus, dass Kotan an der Ausgrabung eines Relikts aus der Vorkriegszeit im Bezirk Shinjuku mitgearbeitet hat. Als sie in die mittlerweile vom Militär abgeschirmte Ausgrabungsstelle eindringen, erkennt Togusa, dass es sich dabei in Wahrheit um eine ehemalige Atomanlage handelt, die nach einem Unfall radioaktiv verseucht ist. Nachdem die beiden entdeckt werden, fliehen sie aus dem Komplex. Sektion 9 beginnt eine formelle Untersuchung, um die Hintermänner der Ausgrabung ausfindig zu machen. |                                                   |                                                                             |                        |                                                 |           |
| 7 | Rhapsodien, die Töne einer untergegangenen Nation | Kyōsō wa Bōkoku no Shirabe Pu239 (狂想は亡国の調べ Pu239)                   | 3. Apr. 2004           | 17. Sep. 2006                                   | DU        |
| Terroristen haben einen Überfall auf einen Militärkonvoi angekündigt, der aus der Atomanlage in Shinjuku geborgene Plutonium-Brennstäbe aus dem Flüchtlingsbezirk transportieren soll. Sektion 9 wird unter dem Kommando von Kazundo Gouda, der persönlich an der Aktion teilnimmt, zum Schutz des Transports abgestellt. Unterwegs stößt der Konvoi auf einen umgestürzten Mülltransporter, der die Fahrtroute blockiert. Einer der Soldaten glaubt bei den umstehenden Flüchtlingen Waffen zu erkennen und eröffnet das Feuer. Auch das Einsatzteam eröffnet daraufhin das Feuer und tötet die Flüchtlinge. Das Gefühl, Unschuldige grundlos getötet zu haben, macht sich unter den Mitgliedern breit. Am Zielort wird dieses Gefühl noch verstärkt, als Gouda eröffnet, dass der Konvoi nur als Köder gedient hat und das Plutonium von einer zweiten Militäreinheit auf dem Seeweg transportiert wurde. |                                                   |                                                                             |                        |                                                 |           |
| 8 | Ein vegetarisches Abendmahl                       | Soshoku no Bansan FAKE FOOD (素食の晩餐 FAKE FOOD)                          | 3. Apr. 2004           | 24. Sep. 2006                                   | DI        |
| Aramaki will sich nicht länger von Gouda manipulieren lassen und hinsichtlich der Ermittlungen im Fall der Unabhängigen Elf in die Offensive gehen. Von Terroristen wurden mehrere Anschläge auf ein Verlagsgebäude verübt. Jedes Mal wurde ein Ex-Soldat namens Shō Kawashima, der als Koch in einem vegetarischen Restaurant in der Nähe arbeitet, am Tatort gesehen. Sektion 9 will ihn festnehmen und befragen, um so möglicherweise die Hintergründe der bisherigen Fälle zu beleuchten. Während ein Team das Restaurant beschattet und auf Kawashima wartet, erfährt Aramaki von Kubota, dass auch Sektion 1 nach dem Mann fahndet. Nachdem Mitglieder von Sektion 1 Kawashima erschossen haben, da es sich bei ihm um einen international gesuchten Terroristen gehandelt haben soll, wird klar, dass beide Sektionen gezielt mit falschen Informationen manipuliert wurden. |                                                   |                                                                             |                        |                                                 |           |
| 9 | Verzweiflung ist der Name der Hoffnung            | Zetsubō toiu Na no Kibō AMBIVALENCE (絶望という名の希望 AMBIVALENCE)        | 1. Mai 2004            | 1. Okt. 2006                                    | DU        |
| Batou und seine Kollegen versuchen eine Serie angekündigter Selbstmordanschläge zu verhindern, kommen aber immer zu spät. Durch Überwachungsaufnahmen finden sie heraus, dass die Täter Flüchtlinge sind und können so mithilfe der Polizei die letzte Attentäterin in einer U-Bahn-Station stellen. Batou schießt der jungen Frau in den künstlichen Kiefer, wo sich der Auslöser für die Bombe im Bauch ihres Cyborgkörpers befindet. Zur selben Zeit dringt Major Kusanagi in das Computersystem des Nachrichtendienstes ein und stellt Nachforschungen über Gouda und dessen Motive an: er will einen Helden für die Massen erschaffen, der die Führung in dem von Gouda herbeigeführten Konflikt zwischen Flüchtlingen und Staat übernimmt und Japan auf lange Sicht gesehen wieder zu seiner alten Größe verhilft. Auch die Unabhängigen Elf wurden von Gouda eigens als Mittel zu diesem Zweck erschaffen. |                                                   |                                                                             |                        |                                                 |           |
| 10 | Der verrückt gewordene Mann                       | Ikareru Otoko TRIAL (イカレルオトコ TRIAL)                                  | 1. Mai 2004            | 8. Okt. 2006                                    | DI        |
| Auf dem Heimweg vom Dienst läuft Togusa eine junge Frau vor das Auto, die vor ihrem Lebensgefährten, Katsuhiko Izumi, flüchtet. Togusa versucht Izumi durch mehrere Schüsse in dessen Cyborgprothesen aufzuhalten, kann aber nicht verhindern, dass der Mann seine Freundin erschießt. Izumis Eltern engagieren einen bekannten Anwalt, der Togusa bei der folgenden Anhörung als schießwütigen Cyborghasser und den Mord an der jungen Frau als Unfall wegen der Fehlfunktion einer Körperprothese darstellen will. Sektion 9 findet heraus, dass der Anwalt von einem Hersteller von Cyborgprothesen offenkundig Schmiergelder angenommen hat, um vor Gericht Mängel an den Produkten des Herstellers durch falsche Beschuldigungen zu kaschieren. Um ein Bekanntwerden dieser Informationen zu verhindern, legt der Anwalt sein Mandat nieder und Togusa wird rehabilitiert. |                                                   |                                                                             |                        |                                                 |           |
| 11 | Im Dickicht                                       | Kusa Meikyū AFFECTION (草迷宮 AFFECTION)                                    | 5. Juni 2004           | 15. Okt. 2006                                   | IN        |
| Während eines Tests für mögliche neue Rekruten stößt Kusanagi auf eine Frau, die ihr die Geschichte zweier Kinder erzählt, die als Einzige einen Flugzeugabsturz überlebt haben. Der Junge war nach dem Unfall bis auf den linken Arm, mit dem er ständig Kraniche faltete, gelähmt und sprach kein Wort. Das Mädchen lag im Koma und erhielt nach der Verschlechterung seines Zustands eine Ganzkörperprothese. Als der Junge auch nach zwei Jahren nicht von seinem Tun ablässt, soll ihn das dank seines Cyborgkörpers weitgehend genesene Mädchen zu der gleichen Operation bewegen. Da sie jedoch noch Probleme mit der Feinmotorik hat, lehnt der Junge zunächst ab, wird aber später doch zum Vollcyborg. Danach sucht er lange nach dem Mädchen, kann jedoch nur dessen ehemalige Prothese finden und gilt seit dem Krieg selbst als verschollen. Kusanagi faltet einen Kranich, stellt ihn neben die beiden Cyborgkörper, die die Frau aufbewahrt, und geht. Es wird in der Episode nicht explizit gesagt, aber Hinweise deuten an, dass es um die Jugend von Kusanagi geht, d. h., dass das Mädchen Kusanagi ist. |                                                   |                                                                             |                        |                                                 |           |
| 12 | Für die Namenlosen                                | Na mo Naki Mono e SELECON (名も無き者へ SELECON)                            | 5. Juni 2004           | 22. Okt. 2006                                   | IN        |
| Ishikawa und Boma finden auf einem speziell geschützten Server einen von Gouda geschaffenen Computervirus, der nur bei Menschen zum Ausbruch kommt, die Patrick Sylvestres elften Essay gelesen haben und diese dann zu einem Teil der Unabhängigen Elf macht. Togusa soll ein gedrucktes Exemplar dieses Essays besorgen, was sich jedoch als unlösbare Aufgabe erweist: Er erfährt, dass es angeblich nie eine gedruckte Fassung gegeben hat. Andernorts verfolgt der Rest des Einsatzteams den Attentäter auf die Premierministerin, der unerwartet wieder aufgetaucht ist. Der Unbekannte trifft sich mit elf weiteren Männern, die im Namen der Unabhängigen Elf verschiedene Anschläge verübt haben. Auf dem Kyūshū-Funkturm in Fukuoka enthaupten sich die Männer schließlich gegenseitig mit Katanas. Nur der Unbekannte bleibt am Leben und kann entkommen. |                                                   |                                                                             |                        |                                                 |           |
| 13 | Gesicht                                           | Kao MAKE UP (顔 MAKE UP)                                                    | 3. Juli 2004           | 29. Okt. 2006                                   | DI        |
| Die Analysten von Sektion 9 glauben, dass der Überlebende des Selbstmords der Unabhängigen Elf, Hideo Kuze, eine Gesichtsprothese trägt, die von einem Künstler angefertigt wurde. Nur zwei Personen in Japan kommen hierfür in Frage. Als Batou und Togusa einen der beiden aufsuchen, wurde der Künstler bereits von jemandem ermordet, der Paz imitiert. Sektion 9 nimmt Ermittlungen auf, um Paz von dem Mordverdacht zu befreien. Als einer der ermittelnden Polizisten ermordet wird, kommt Paz einer ehemaligen Geliebten auf die Spur, die von ihm besessen ist und ihn und seinen Körper bis ins letzte Detail kopiert. Zwischen den beiden kommt es zu einem Kampf, in dessen Verlauf ein Paz stirbt. Es ist jedoch nicht klar, ob es sich dabei um das Original oder die Kopie handelt. |                                                   |                                                                             |                        |                                                 |           |
| 14 | Achte auf dein linkes Auge!                       | Hidari Me ni Ki o Tsukero POKER FACE (左眼に気をつけろ POKER FACE)          | 3. Juli 2004           | 5. Nov. 2006                                    | DI        |
| Während sich die Abgesandten der Japaner und der Amerikaner zu Verhandlungen treffen, spielt Saito mit anderen Sicherheitskräften Poker und gewinnt jedes Spiel. Für eine Erhöhung des Einsatzes erzählt er, wie er sein linkes Auge verloren hat: Er war Söldner in Lateinamerika und hatte als Scharfschütze mehrere Soldaten einer UN-Truppe ausgeschaltet, zu der auch Major Kusanagi, Batou und Ishikawa gehörten. Schließlich standen sich Saito und der Major auf einem Dach zum finalen Schusswechsel gegenüber. Saito spekulierte aufgrund der bisherigen Schüsse des Majors darauf, dass diese nicht über die richtige Software für Schüsse auf mittlere Distanz verfügte und feuerte auf sie. Kusanagi hatte jedoch geblufft; mit einem Schuss zerstörte sie Saitos Zielfernrohr, dessen Trümmer ihn das linke Auge kosteten. Danach nimmt sie Saito in ihre Einheit auf. Gegenüber seinen Mitspielern lässt Saito offen, ob es sich bei der Geschichte um die Wahrheit oder eine Erfindung handelt. |                                                   |                                                                             |                        |                                                 |           |
| 15 | Ein Nachmittag der Maschinen                      | Kikaitachi no Gogo PAT. (機械たちの午後 PAT.)                               | 7. Aug. 2004           | 12. Nov. 2006                                   | DI        |
| Major Kusanagi, Batou und Togusa kommen dem Verschwinden von Dr. Akio Asuda auf die Spur, einem Wissenschaftler, der maßgeblich an der Entwicklung des Neurochip-Prototypen für die Künstliche Intelligenz der Tachikomas beteiligt war. Da Asuda für eine staatliche Forschungseinrichtung arbeitete, konnte er seine Erfindung nicht zum Patent anmelden, um damit Geld zu verdienen. Deshalb will er sich mit den Daten über seine Arbeit nach Amerika absetzen, kann jedoch vom Einsatzteam vorher festgenommen werden. Batou und Togusa erfahren von Major Kusanagi, dass die KI der Tachikomas sich gar nicht mehr in deren Körpern befindet, sondern aus Sicherheitsgründen auf einem Server in einem Satelliten in der Erdumlaufbahn untergebracht ist. |                                                   |                                                                             |                        |                                                 |           |
| 16 | Dort drüben                                       | Soko ni Iru Koto ANOTHER CHANCE (そこにいること ANOTHER CHANCE)             | 7. Aug. 2004           | 19. Nov. 2006                                   | IN        |
| Ishikawa kehrt mit Informationen über Hideo Kuze von der koreanischen Halbinsel zurück. Kurz nach Ende des Vierten Weltkriegs war Kuze in Korea stationiert, wo er das im Bürgerkrieg befindliche Land gegen die Volksarmee verteidigen sollte. Kuzes Einheit beendete ein Massaker, das marodierende Truppen in einem Flüchtlingslager angerichtet hatten, durfte aufgrund einer Nachrichtensperre aber nicht darüber sprechen. Kurze Zeit später kam das Gerücht auf, dass die japanischen Soldaten, die inzwischen zum Großteil an einer posttraumatischen Belastungsstörung litten, das Massaker selbst angerichtet hätten. Kuze begann zu dieser Zeit, sich unter die Flüchtlinge zu mischen und deren Leben kennenzulernen. Als die japanischen Truppen den Befehl zur Rückkehr erhielten, verschwand Kuze aus dem Lager. Zuletzt wurde er in einem Flüchtlingslager in Taiwan gesehen. |                                                   |                                                                             |                        |                                                 |           |
| 17 | Mutter und Kind                                   | Shūkō Boshi RED DATA (修好母子 RED DATA)                                    | 4. Sep. 2004           | 26. Nov. 2006                                   | DI        |
| Major Kusanagi folgt Kuzes Spur nach Taiwan und erfährt, dass er dort einen Schmuggelring für Drogen und Waffen aufgebaut haben soll. Sie rettet dem Flüchtlingsjungen Chai, der einer Mafia-Organisation Drogen gestohlen hat und selbst in den Drogenhandel einsteigen will, das Leben. Am nächsten Tag findet sie mithilfe einer Schlüsselkarte, die ihr der Junge zugesteckt hat, die gestohlenen Drogen im Schließfach eines Badehauses. Sie folgt Chai, der mit den Verbrechern verhandeln will, zu deren Hauptquartier und rettet ihm dort erneut das Leben. Im Austausch für die Drogen verlangt sie von den Verbrechern, den Jungen und die anderen Flüchtlinge nicht weiter zu behelligen. |                                                   |                                                                             |                        |                                                 |           |
| 18 | Himmel über Berlin                                | Tenshi no Shi TRANS PARENT (天使の詩 TRANS PARENT)                          | 4. Sep. 2004           | 3. Dez. 2006                                    | DI        |
| Ein weltweit gesuchter Terrorist, der sich „Flügel des Engels“ nennt, kommt vor seinen Anschlägen auf die Tagungsorte des Gipfels der Industrienationen aus unbekanntem Grund regelmäßig für mehrere Tage nach Berlin. Internationale Polizeikräfte, unter ihnen Batou und der Major, observieren verschiedene Teile der Stadt, um den Terroristen, dessen Äußeres unbekannt ist, vor seinem nächsten Anschlag ergreifen zu können. Während der Observierung fällt Batou ein Mädchen im Rollstuhl auf, das auf seinen Vater wartet. Er folgt ihr und findet heraus, dass es sich bei ihr um die Tochter des Gesuchten handelt. Der Terrorist stattet ihr regelmäßig vor seinen Anschlägen einen Besuch ab und trifft sich mit ihr in einer Kirche. Dort können Batou und der Major den Mann schließlich festnehmen. |                                                   |                                                                             |                        |                                                 |           |
| 19 | Relativreaktion                                   | Sōtai no Rensa CHAIN REACTION (相対の連鎖 CHAIN REACTION)                   | 2. Okt. 2004           | 10. Dez. 2006                                   | IN        |
| Die Flüchtlinge auf Dejima haben sich gegenüber Japan für unabhängig erklärt und sich Waffen besorgt. Das Einsatzteam von Sektion 9 landet auf der Insel, die von der Polizei abgeriegelt wurde, um Hideo Kuze festzunehmen und so möglicherweise die Lage zu entspannen. Während ein Teil des Teams das Flüchtlingslager auskundschaftet, versucht der Major in Kuzes Cyberbrain einzudringen und seinen Aufenthaltsort zu bestimmen, stößt dabei aber auf unerwartete Probleme und wird kurzzeitig außer Gefecht gesetzt. Gemeinsam stößt das Einsatzteam zu Kuzes vermeintlichem Aufenthaltsort vor, einem getarnten Hafen im Nordosten der Insel. Dort geraten sie in einen Hinterhalt und Yano, eines der neuen Mitglieder von Sektion 9, stirbt. Major Kusanagi erkennt, dass sie einen Fehler gemacht hat: Kuze befindet sich nicht auf Dejima, sondern in Russland, wo er Plutonium kaufen will. |                                                   |                                                                             |                        |                                                 |           |
| 20 | Verwirrung im Norden                              | Hokutan no Konmei FABRICATE FOG (北端の混迷 FABRICATE FOG)                  | 2. Okt. 2004           | 17. Dez. 2006                                   | IN        |
| Nach dem fehlgeschlagenen Einsatz auf Dejima fliegt das Einsatzteam auf die Insel Etorofu, wo laut Informationen, die Aramaki von einem seiner Kontakte erhalten hat, der wahrscheinlichste Ort für den Plutonium-Deal ist. Auf der Insel angekommen, besucht Kusanagi einen alten Bekannten, der jedoch vor Kurzem beim Eintauchen in das Netz von einem Sicherheitssystem getötet wurde. In seinen Aufzeichnungen findet der Major Hinweise, dass neben dem Nachrichtendienst des Kabinetts auch das Innenministerium an dem Deal beteiligt sein könnte. Kuze will das Plutonium mit Geld bezahlen, das er durch geschicktes Umleiten von kleinsten Geldbeträgen der japanischen Bevölkerung angesammelt hat. Bei der Übergabe geraten er und seine Männer jedoch in einen Hinterhalt. Als Batou und Saito mit ihren Tachikomas eintreffen, fliehen Kuze und seine Begleiter mit dem Plutonium. Batou kann Kuze stellen und steht ihm mit der Waffe im Anschlag gegenüber. |                                                   |                                                                             |                        |                                                 |           |
| 21 | Flucht                                            | Haisō EMBARRASSMENT (敗走 EMBARRASSMENT)                                    | 6. Nov. 2004           | 15. Jan. 2007                                   | IN        |
| Batou greift Kuze an, kann von ihm aber handlungsunfähig gemacht werden. Major Kusanagi verfolgt Kuze, der jedoch nach einem kurzen Feuergefecht mit einem Boot entkommen kann. Als ihm das Einsatzteam mit dem Kipprotorflugzeug folgen will, wird dieses von einem nicht mit geflohenen Begleiter Kuzes durch einen Selbstmordanschlag in die Luft gesprengt; Ishikawa erleidet dabei schwere Kopfverletzungen. Auf dem Boot stellt Kuze fest, dass die erbeuteten Behälter gar kein Plutonium enthalten. Auch Sektion 9 kommt aufgrund der als sicher geltenden Beteiligung des Innenministeriums zu diesem Schluss, besitzt jedoch keine Beweise hierfür. Einige Zeit später wird Kuzes Boot vor Nagasaki von der Küstenwache aufgebracht. Als es in der Stadt unerwartet zu einem vollständigen Stromausfall kommt, kann Kuze die folgende Dunkelheit zur Flucht nutzen. |                                                   |                                                                             |                        |                                                 |           |
| 22 | Geisterstadt                                      | Mujingai REVERSAL PROCESS (無人街 REVERSAL PROCESS)                         | 6. Nov. 2004           | 22. Jan. 2007                                   | DU        |
| Als im Kyūshū-Funkturm in Fukuoka eine schmutzige Nuklearbombe gefunden wird, lässt das Militär die Stadt evakuieren und unter Kriegsrecht stellen. Mit Zustimmung der Premierministerin machen sich Boma und Paz an die Entschärfung der Bombe und stellen dabei fest, dass deren Zünder vom amerikanischen Militär stammt. Während die beiden am Werk sind, diskutiert Batou auf der oberen Plattform des Turms mit Gouda, um von ihm mehr Informationen über die Unabhängigen Elf zu erhalten. Major Kusanagi und Saito geben sich als Mitglieder des Bombenräumkommandos des Militärs aus und nehmen die inzwischen entschärfte Bombe mit, um deren Plutonium mit dem Material aus der Atomanlage im Shinjuku-Bezirk von Tokio zu vergleichen. Sektion 9 hofft dadurch die Beteiligung des Nachrichtendienstes des Kabinetts beweisen und so den bevorstehenden Bürgerkrieg verhindern zu können. |                                                   |                                                                             |                        |                                                 |           |
| 23 | Dejima Bridges Falling Down                       | Hashi ga Ochiru Hi MARTIAL LAW (橋が落ちる日 MARTIAL LAW)                   | 4. Dez. 2004           | 29. Jan. 2007                                   | IN        |
| Nachdem das Kabinett den Einsatz des Militärs auf Dejima beschließt, wendet die Premierministerin sich auf Aramakis Rat an die UN, um durch die Anforderung von Atominspektoren Zeit für eine friedliche Lösung des Konflikts zu gewinnen. Als die Verbindung zu Aramaki abreißt, beschließt Major Kusanagi einen Teil des Plutoniums aus der Bombe unter dem Deckmantel der allgemeinen Mobilmachung des Militärs nach Dejima zu bringen. Sie will Kuze gefangen nehmen und gemeinsam mit dem Plutonium an die Inspektoren übergeben, die in zwei Tagen eintreffen sollen. Der andere Teil soll von Ishikawa zur Analyse gebracht werden. Gouda lässt ein Flugzeug mit einem Störsender über der Insel kreisen, um die Flüchtlinge von der Außenwelt abzuschneiden und so für Unruhe zu sorgen. Als einer der Flüchtlinge einen Soldaten erschießt, rückt das Militär gegen die verbarrikadierten Flüchtlinge vor, die daraufhin die einzige Brücke zwischen Dejima und dem Festland sprengen. |                                                   |                                                                             |                        |                                                 |           |
| 24 | Bombardement von Dejima                           | Dejima, Kūbaku NUCLEAR POWER (出島、空爆 NUCLEAR POWER)                     | 4. Dez. 2004           | 5. Feb. 2007                                    | IN        |
| Premierministerin Kayabuki wird wegen der Anforderung der UN-Inspektoren des Amtes enthoben und unter Arrest gestellt. Auch Aramaki, Togusa und Proto werden in Gewahrsam genommen. Mehrere Jigabachi-Kampfhubschrauber werden nach Dejima entsandt und greifen die Flüchtlinge an, als diese auf sie feuern. Bei der Ankunft auf Dejima wird auch das Einsatzteam von Sektion 9 von einem Jigabachi angegriffen; Major Kusanagi wird dabei von den Anderen getrennt. Eine von Gouda geschickte Spezialeinheit der Ranger von Sektion 4 greift das Team als angebliche Deserteure an, die Plutonium gestohlen haben sollen. Kuze und seinen Kameraden gelingt es, mit Boden-Luft-Raketen das Flugzeug mit dem Störsender zu zerstören. Zur gleichen Zeit entdecken die Tachikomas per Satellit ein amerikanisches Atom-U-Boot vor Okinawa, das offenbar plant, Dejima auf die geheime Bitte der japanischen Regierung hin mit einer Atomrakete zu beschießen. |                                                   |                                                                             |                        |                                                 |           |
| 25 | Jenseits des Paradieses                           | Rakuen no Mukō e THIS SIDE OF JUSTICE (楽園の向こうへ THIS SIDE OF JUSTICE) | 8. Jan. 2005           | 12. Feb. 2007                                   | IN        |
| Togusa kann mit Aramakis und Protos Hilfe aus dem Gewahrsam entkommen und die andernorts untergebrachte Premierministerin befreien. Kayabuki will Kontakt zu den Amerikanern herstellen, um den bevorstehenden Abschuss der Atomrakete zu verhindern. Während Dejima vom Militär bombardiert wird, fliehen Batou und der Rest des Einsatzteams weiter vor der Spezialeinheit der Sektion 4, werden jedoch schließlich umzingelt. Batou gibt sich als ehemaliger Ranger zu erkennen und kann die Mitglieder der Einheit auf seine Seite ziehen, indem er ihnen die wahren Hintergründe des Konflikts darlegt. Zur selben Zeit trifft Major Kusanagi auf Kuze. Die beiden werden während der Bombardierung verschüttet. Unter Trümmern eingeschlossen, offenbart Kuze dem Major, dass er unter seiner geplanten Revolution eine Art Loslösung vom Körper und den Aufstieg der Menschen zu im Netz beheimateten Ghosts versteht. |                                                   |                                                                             |                        |                                                 |           |
| 26 | Rückkehr zum Patriotismus                         | Yūkoku e no Kikan ENDLESS∞GIG (憂国への帰還 ENDLESS∞GIG)                    | 8. Jan. 2005           | 19. Feb. 2007                                   | IN        |
| Die Bemühungen der Premierministerin bleiben ohne Erfolg und die Atomrakete wird von dem amerikanischen U-Boot abgefeuert. Die Tachikomas opfern sich, indem sie den Satelliten, in dem sich der Server mit ihrer KI befindet, zum Absturz bringen und damit die Rakete im Flug zerstören. Batou kann die beiden Verschütteten befreien und Kuze wird in Gewahrsam genommen. Der Rest des Teams übergibt das Plutonium an das Militär. Im Regierungsgebäude wird Verteidigungsminister Takakura als einer der Drahtzieher des Konflikts festgenommen. Kazundo Gouda versucht sich mithilfe der CIA, die den gesamten Konflikt offenkundig mit inszeniert hat, nach Amerika abzusetzen. Er wird allerdings von der Polizei aufgehalten und von Major Kusanagi getötet. Zur selben Zeit ermordet ein weiterer Mitarbeiter der CIA Hideo Kuze in seiner Zelle, da man keinen charismatischen Anführer in Japan gebrauchen könne. |                                                   |                                                                             |                        |                                                 |           |